# Prvenstvo ONS Dubrovnik 1984./85.
Prvenstvo Općinskog nogometnog saveza (ONS) Dubrovnik  (također i kao Općinska nogometna liga Dubrovnik) je predstavljala ligu petog stupnja nogometnog prvenstva Jugoslavije u sezoni 1984./85. 

Liga se sastojala od dvije skupine - Konavle (10 klubova, prvak Enkel iz Popovića) i Pelješac (6 klubova, prvak Iskra iz Janjine).

## Skupina Konavle

### Ljestvica
| mj. | klub                            | ut. | pob. | ner. | por. | gol+ | gol- | bod     |
| --- | ------------------------------- | --- | ---- | ---- | ---- | ---- | ---- | ------- |
| 1.  | Enkel Popovići                  | 18  | 12   | 6    | 0    | 49   | 14   | 30      |
| 2.  | Župa dubrovačka Čibača          | 18  | 10   | 4    | 4    | 67   | 23   | 24      |
| 3.  | Vitoš Vitaljina                 | 18  | 10   | 2    | 6    | 42   | 27   | 22      |
| 4.  | Dubrovačko primorje Smokovljani | 18  | 9    | 4    | 5    | 37   | 26   | 22      |
| 5.  | Jadran Ljuta                    | 18  | 10   | 2    | 6    | 32   | 34   | 21 (-1) |
| 6.  | Croatia Ošlje                   | 18  | 8    | 2    | 8    | 39   | 37   | 18      |
| 7.  | Croatia Gabrili                 | 18  | 6    | 3    | 9    | 23   | 43   | 15      |
| 8.  | Istok Mikulići                  | 18  | 5    | 3    | 10   | 29   | 42   | 13      |
| 9.  | Hajduk Radovčići                | 18  | 3    | 2    | 13   | 37   | 67   | 8       |
| 10. | Omladinac Vodovađa              | 18  | 2    | 2    | 14   | 21   | 63   | 6       |

### Rezultatska križaljka
| kratica | klub                            | CROO | CROG | DUBP | ENK | HAJ | IST | JAD | OML | VIT | ŽUD |
| --- | ------------------------------- | ---- | ---- | ---- | --- | --- | --- | --- | --- | --- | --- |
| CROO | Croatia Ošlje                   |      |      |      |     |     |     |     |     |     |     |
| CROG | Croatia Gabrili                 |      |      |      |     |     |     |     |     |     |     |
| DUBP | Dubrovačko primorje Smokovljani |      |      |      |     |     |     |     |     |     |     |
| ENK | Enkel Popovići                  |      |      |      |     |     |     |     |     |     |     |
| HAJ | Hajduk Radovčići                |      |      |      |     |     |     |     |     |     |     |
| IST | Istok Mikulići                  |      |      |      |     |     |     |     |     |     |     |
| JAD | Jadran Ljuta                    |      |      |      |     |     |     |     |     |     |     |
| OML | Omladinac Vodovađa              |      |      |      |     |     |     |     |     |     |     |
| VIT | Vitoš Vitaljina                 |      |      |      |     |     |     |     |     |     |     |
| ŽUD | Župa dubrovačka Čibača          |      |      |      |     |     |     |     |     |     |     |
| |                                 |      |      |      |     |     |     |     |     |     |     |
| podebljan rezultat - utakmice od 1. do 9. kola (1. utakmica između klubova) rezultat normalne debljine - utakmice od 10. do 18. kola (2. utakmica između klubova) rezultat nakošen - nije vidljiv redoslijed odigravanja međusobnih utakmica iz dostupnih izvora rezultat nakošen i smanjen * - iz dostupnih izvora nije uočljiv domaćin susreta prekrižen rezultat - poništena ili brisana utakmica p - utakmica prekinuta 3:0 p.f. / 0:3 p.f. - rezultat 3:0 bez borbe |                                 |      |      |      |     |     |     |     |     |     |     |

 Izvori: 

## Skupina Pelješac

### Ljestvica
| mj. | klub                 | ut. | pob. | ner. | por. | gol+ | gol- | bod |
| --- | -------------------- | --- | ---- | ---- | ---- | ---- | ---- | --- |
| 1.  | Iskra Janjina        | 10  | 5    | 3    | 2    | 21   | 14   | 13  |
| 2.  | Rat Kuna             | 10  | 5    | 3    | 2    | 20   | 16   | 13  |
| 3.  | Crnogorac Putniković | 10  | 5    | 1    | 4    | 25   | 18   | 11  |
| 4.  | Faraon Trpanj        | 10  | 4    | 2    | 4    | 31   | 19   | 10  |
| 5.  | Radnički Oskorušno   | 10  | 2    | 3    | 5    | 16   | 36   | 7   |
| 6.  | Primorje Zaton Doli  | 10  | 2    | 2    | 6    | 16   | 25   | 6   |

### Rezultatska križaljka
| kratica | klub                 | CRN | FAR | ISK | PRI | RAD | RAT |
| --- | -------------------- | --- | --- | --- | --- | --- | --- |
| CRN | Crnogorac Putniković |     |     |     |     |     |     |
| FAR | Faraon Trpanj        |     |     |     |     |     |     |
| ISK | Iskra Janjina        |     |     |     |     |     |     |
| PRI | Primorje Zaton Doli  |     |     |     |     |     |     |
| RAD | Radnički Oskorušno   |     |     |     |     |     |     |
| RAT | Rat Kuna             |     |     |     |     |     |     |
| |                      |     |     |     |     |     |     |
| podebljan rezultat - utakmice od 1. do 5. kola (1. utakmica između klubova) rezultat normalne debljine - utakmice od 6. do 10. kola (2. utakmica između klubova) rezultat nakošen - nije vidljiv redoslijed odigravanja međusobnih utakmica iz dostupnih izvora rezultat nakošen i smanjen * - iz dostupnih izvora nije uočljiv domaćin susreta prekrižen rezultat - poništena ili brisana utakmica p - utakmica prekinuta 3:0 p.f. / 0:3 p.f. - rezultat 3:0 bez borbe |                      |     |     |     |     |     |     |

 Izvori: 